# Frankie Valli
Francesco Stephen Castelluccio (Newark, 3 de maio de 1934), mais conhecido como Frankie Valli, é um cantor norte-americano, líder do The Four Seasons desde a década de 1960. Ele é conhecido por sua voz invulgarmente poderosa em falsete. Valli colocou 29 hits no Top 40 com os Four Seasons, um sob o pseudônimo The Wonder Who? e nove como artista solo. Como membro do Four Seasons, conseguiu hits no topo das paradas como "Sherry" (1962), "Big Girls Don't Cry" (1962), "Walk Like a Man" (1963), "Rag Doll" (1964) e "December, 1963 (Oh, What a Night)" (1975). Sua canção mais conhecida, "Can't Take My Eyes Off You", atingiu o número dois em 1967. Como artista solo, chegou ao número um com "My Eyes Adored You" (1974) e "Grease" (1978).
Valli, Tommy DeVito, Nick Massi e Bob Gaudio –  integrantes originais do The Four Seasons –  foram adicionados ao Rock and Roll Hall of Fame em 1990 e ao Vocal Group Hall of Fame em 1999.